# Аделхайд фон Майсен
Вижте пояснителната страница за други личности с името Аделхайд.
Аделхайд фон Майсен е германска принцеса от рода Ветини и чешка кралица – първа съпруга на чешкия крал Отокар I.

## Произход и брак
Аделхайд е родена в Майсен около 1160 г. Дъщеря е на Ото Богати – маркграф на Майсен, и на Хедвига фон Бранденбург.
Среща бъдещия си съпруг Отокар в Майсен по време на неговото изгнание в началото на 1170 г. Омъжена е за него през 1178 г., като по това време вече е била бременна от него и вероятно това става причина за женитбата им. Няколко месеца по-късно Аделхайд ражда син – Вратислав.
Малко след сватбата Отокар се завръща в Чехия, където брат му Владислав Йиндрижих поема управлението на Бохемия, а Отокар става един от неговите военни командири. През 1192 Отокар става княз на Бохемия, но през 1193 е детрониран и напуска Бохемия заедно със семейството си. След напускането на Бохемия Аделхайд се установява при брат си в Майсен, а Отокар става наемник на германските херцози. По това време отношенията между двамата съпрузи се охлаждат значително.

## Кралица на Бохемия
През 1197 Отокар отново се възкачва на чешкия престол, но този път официално се отрича от съпругата си и сина ѝ, поради което Аделхайд остава в Майсен. На следващата година Отокар е провъзгласен за крал, а все още като негова официална съпруга Аделхайд получава титлата кралица на Бохемия. През 1199 бракът на Отокар и Аделхайд е разтрогнат. Отокар изтъква като основание за това кръвното родство, което съществува между него и съпругата му – и двамата, от една страна, потомци на Хайнрих фон Швайнфурт – марграф на Норгау, и на полския крал Мешко II, от друга страна, поради което двамата съпрузи се падали далечни братовчеди.

## Следващи години
След развода Отокар се жени за унгарската принцеса Констанция Арпад, която всъщност е трета братовчедка на Отокар. Аделхайд обаче не се отказва от правата си и оспорва развода пред римския папа. Тя дори се завръща за кратко в Чехия през 1205 г. Тогава Отокар решава да омъжи дъщеря им Маркета за датския крал Валдемар II. През същата година втората съпруга на краля му ражда син и Аделхайд и дъщерите ѝ са принудени да напуснат Чехия още веднъж. Малко по-късно папата обявява развода на Аделхайд за каноничен. Въпреки това Аделхайд продължава да упорства докъм 1210 г., когато всичките ѝ възможности за обжалване на развода са изчерпани.
Тя умира на 2 февруари 1211 г. в Майсен.

## Деца
Аделхайд и Отокар имат четири деца:
- Вратислав
- Маркета Пршемисловна
- Божислава
- Хедвига